# Jul i Skomakergata
Jul i Skomakergata är en norsk julkalender i NRK från 1979 regisserad av Grete Høien med manus och musik av Bjørn Rønningen. Serien har sedan premiären visats på TV i repris 1981, 1984, 1988, 1993, 1998 och 2003 och har sedan 2014 funnits på NRK TV.

## Handling
Henki Kolstad spelar huvudrollen som Jens Petrus Andersen, en skomakare som har det stressigt före jul, men som ändå tar sig tid åt de många som kommer in till verkstaden på besök. Varje dag försöker han leverera ett par barnskor som han inte kan minnas var han fick dem ifrån. Men de blir kvar i butiken ända fram till julafton, då han till slut ger dem till ett nyfött barn (Jørgens broder) som han menar behöver dem.

### FN:s barnkonvention
Varje av de 24 avsnitten har ett inslag av den östtyska dockanimerade serien John Blund och "dagens rättighet". Dessa inslag hade en egen vinjett. Rättigheten som lästes upp var ett citat ur FN:s internationella barnkonvention. Inslaget kom mitt i varje avsnitt, och bakgrunden till detta är att 1979 var FN:s internationella barnår. Tøfflus visade dessa filmer och ofta måste Jens Petrus förklara för honom vad rättigheten betyder.

## Rollista
| Roll                     | Yrke             | Skådespelare           |
| ------------------------ | ---------------- | ---------------------- |
| Jens Petrus Andersen     | Skomakare        | Henki Kolstad          |
| Tøfflus                  | Tygdocka         | Åsmund Huser (röst)    |
| Juel Hjul                | Lastbilsuthyrare | Frimann Falck Clausen  |
| Stine                    | Skolelev         | Tone E. Eriksen        |
| Jørgen                   | Skolelev         | Marius Kleppe          |
| Jeronimus Klinke         | Polismästare     | Per Asplin             |
| Fru Enebær               | Torghandlare     | Nora Brockstedt        |
| Flagge                   | Stationsmästare  | Sverre Hansen          |
| Snipp                    | Bagare           | Willie Hoel            |
| Rosengren                | Blomsterhandlare | Knut Risan             |
| Fru Hirse                | Pensionär        | Astrid Sommer          |
| Fröken Anti Hjul (Tilla) |                  | Inger Teien            |
| Brevbäraren              | Brevbärare       | Ulf Wengård            |
| Ø. Kvist                 | Säljare          | Peter Lindbæk          |
| Fru Frantzen             | Koloniägare      | Grete Randsborg Jenseg |
| Borgmästaren             | Borgmästare      | Bjarne Andersen        |
| Jon Blund-sang           | Sångare          | Edle Stray-Pedersen    |

## Produktion
Serien spelades in i Studio 2 i Fjernsynshuset i Oslo, inspelningarna inleddes på hösten 1978 och pågick i ungefär ett år.
Det fanns också planer på att samtidigt utge en papperskalender till sändningen av julkalendern. Dessa genomfördes dock inte.

## Visningar och utgivning
Serien har sedan premiären visats på TV i repris 1981, 1984, 1988, 1993, 1998 och 2003. I november 2011 meddelande NRK att de inte längre kommer visa julkalendern eftersom den "blivit irrelevant för dagens ungdomar". Detta fick ett negativt mottagande på sociala medier med protester som följd. 2014 mottog NRK 1 200 förfrågningar om att visa serien och valde samma år att ladda upp serien på NRK TV.
Serien finns också utgiven på DVD.

## I andra medier
Serien utkom 1980 som bok på förlaget Grøndahl, och samma år utkom sången på LP-skivan Jul i Skomakergata (CBS).
2003 utkom serien som ett datorspel med samma namn.

### Temapark
År 2000 byggdes det en fullskalig version av Skomakergata i Kristiansands djurpark som invigdes 26 juni 2000 av Henki Kolstad.
Attraktionen stod fram till 2014 då parken ersattes av en Afrika-inspirerad by. Orsakerna till att attraktionen stängdes angavs vara för att serien var för okänd för den tidens barn då NRK inte längre sände serien på TV. Dessutom hade attraktionen svårt att locka folk utanför juletider.

### Julföreställningar på teater
Teater Winge producerade i början av 2000-talet en teaterföreställning med samma titel som i flera år spelades på kulturhus över hela Norge från november fram till jul. Henki Kolstads barnbarn Marius Kleppe Kolstad spelade Jens Petrus Andersen jr. i dessa föreställningar. Teaterföreställningen byggde i mycket på originalversionen, men skulle ha en modernare prägel.